# Sibylle von Bayern
Sibylle von Bayern (* 16. Juni 1489; † 18. April 1519 in Heidelberg) aus dem Haus der Wittelsbacher war eine Prinzessin von Bayern-München und durch Heirat vom 23. Februar 1511 bis zum 18. April 1519  Kurfürstin von der Pfalz.

## Leben
Sibylle war eine Tochter des Herzogs Albrecht IV. von Bayern-München (1447–1508) aus dessen Ehe mit Kunigunde (1465–1520), Tochter des römisch-deutschen Kaisers Friedrich III.
Sie heiratete am 23. Februar 1511 in Heidelberg Kurfürst Ludwig V. von der Pfalz (1478–1544). Ludwig war bereits mit Sibylles älterer Schwester Sidonie verlobt gewesen, doch starb diese kaum 17-jährig vor der Eheschließung. Die Ehe war Ausgangspunkt der Entspannung des Verhältnisses der Pfalz zu Bayern, welches nach dem Landshuter Erbfolgekrieg erheblich belastet war. Aber auch das Verhältnis der Pfalz zu Kaiser Maximilian, dessen Nichte Sibylle war, besserte sich und Ludwig näherte sich politisch dem Contrabund.
Das Kurfürstenpaar blieb kinderlos. Sibylle wurde in der Heidelberger Heiliggeistkirche bestattet. Das Erbe von Sibylle wurde zeitweise von ihrem Bruder Ernst beansprucht, was ihr Bruder Wilhelm sowie ihr Witwer ablehnten und Ernst dafür weitere höhere geistliche Würden versprachen.